# پل کتره
پل کتره (فرانسوی: Paul Cotteret‎؛ ۲ آوریل ۱۸۹۶ – ۹ نوامبر ۱۹۹۸) فیلم‌بردار اهل کشور فرانسه بود. وی یکی از فیلمبرداران فیلم قفس بلبل‌ها بوده‌است.